# 黒五類 (文化大革命)
黒五類（こくごるい）は、中華人民共和国において文化大革命（文革）初期に、出身論に依拠し、労働者階級の敵として分類された5種類の階層のこと。

## 概要
具体的には地主、富農、反革命分子、破壊分子、右派を示し、その家族も含めると中国全土で2億人が存在したとされ、共産党組織への加入、就職、入隊等で差別を受けた。その一方で、労働者、貧農、革命幹部、革命軍人、革命烈士は紅五類として優遇された。
文化大革命中には、四類分子（破壊分子）に対する弾圧がエスカレートし、湖南道県大虐殺や北京大興虐殺のような住民の大量殺戮も行われた。
血統による差別が社会問題化すると、資本家出身で当時学生であった遇羅克は1966年に『出身論』を発表し、共産党の血統論を批判した。中央文革小組は『出身論』を危険視し、1968年に遇羅克は反革命罪で逮捕され、1970年に処刑された。
文革中期以降は「教育を行うことができる子女（中国語：可以教育好的子女）」と改称され、各方面での待遇は改善されたが、社会生活での差別状態に変化はなかった。1970年代末より始まる改革開放の時代になると文革は全面的に否定され、出自家族に対する概念は希薄化し、現在では黒五類の用語は使用されなくなっている。